# Keysher Fuller
Keysher Fuller Spence (sinh ngày 12 tháng 7 năm 1994 tại Limón, Costa Rica) là cầu thủ bóng đá chuyên nghiệp người Costa Rica đang chơi ở vị trí hậu vệ cánh phải cho câu lạc bộ Liga FPD Herediano và Đội tuyển bóng đá quốc gia Costa Rica.
Anh đã có trận đấu ra mắt cho Costa Rica bằng trận đấu giao hữu với Hoa Kỳ trên sân vận động Avaya vào ngày 2 tháng 2 năm 2019.

## Sự nghiệp câu lạc bộ
Keysher Fuller sinh ngày 12 tháng 7 năm 1994 tại Limón, Costa Rica. Anh từng đá cho đội trẻ của câu lạc bộ Deportivo Saprissa. Anh đã có trận đấu đầu tiên cho đội dự bị ở giải hạng Nhì Costa Rica vào tháng 1 năm 2012. Vào năm 2016, anh chuyển đến câu lạc bộ Uruguay de Coronado và một mùa giải sau đó, anh chuyển đến câu lạc bộ Municipal Grecia, nơi anh thường xuyên được ra sân thi đấu trong mùa giải 2017–2018. Phong độ của anh tại Municipal Grecia đã giúp cho câu lạc bộ Herediano có được chữ ký của anh vào tháng 3 năm 2018. Trong mùa giải đầu tiên với Herediano, anh cùng đội bóng mới giành chức vô địch CONCACAF League.

## Sự nghiệp thi đấu quốc tế
Keysher Fuller sinh ra tại Costa Rica, nhưng anh là người gốc Jamaica. Anh ra mắt đội tuyển Costa Rica vào ngày 2 tháng 2 năm 2019 bằng trận đấu ra mắt với đội tuyển Hoa Kỳ. Ngày 27 tháng 3 năm 2019, anh đã có bàn thắng đầu tiên trong sự nghiệp thi đấu trong chiến thắng 1–0 trước đội tuyển Jamaica. Anh cũng có mặt trong đội hình tuyển Costa Rica tham dự Cúp Vàng CONCACAF 2021.
Vào tháng 11 năm 2022, anh được triệu tập cho đội tuyển Costa Rica tham dự Giải vô địch bóng đá thế giới 2022. Tại giải đấu này, sau trận thua đáng tủi hổ 0–7 trước đội tuyển Tây Ban Nha, trong trận đấu thứ 2 của Costa Rica tại vòng bảng, tận dụng sai lầm hàng phòng ngự của đội tuyển Nhật Bản, anh tung cú dứt điểm ngẫu hứng, ghi bàn thắng duy nhất của trận đấu.

### Bàn thắng quốc tế
| Số thứ tự | Ngày                 | Địa điểm                                               | Đối thủ  | Bàn thắng | Kết quả | Giải đấu                                     |
| --------- | -------------------- | ------------------------------------------------------ | -------- | --------- | ------- | -------------------------------------------- |
| 1         | 27 tháng 3 năm 2019  | Sân vận động Quốc gia Costa Rica, San José, Costa Rica | Jamaica  | 1–0       | 1–0     | Giao hữu                                     |
| 2         | 13 tháng 10 năm 2021 | Lower.com Field, Columbus, Hoa Kỳ                      | Hoa Kỳ   | 1–0       | 1–2     | Vòng loại giải vô địch bóng đá thế giới 2022 |
| 3         | 27 tháng 11 năm 2022 | Sân vận động Ahmed bin Ali, Al-Rayyan, Qatar           | Nhật Bản | 1–0       | 1–0     | Giải vô địch bóng đá thế giới 2022           |

## Danh hiệu
Herediano
- Liga FPD: Apertura 2018, Apertura 2019
- CONCACAF League: 2018